# Rock in Opposition
Rock in Opposition (spesso abbreviato in RIO) è stato un collettivo politico-musicale transeuropeo, fondato nel 1978 da alcuni gruppi musicali in aperta opposizione alla logica commerciale dell'industria discografica, da loro ritenuta espressione del capitalismo.

## Storia
Rock in Opposition inizialmente fu il titolo di una manifestazione musicale promossa e organizzata  il 12 marzo 1978 presso il New London Theater di Drury Lane a Londra dalla band inglese Henry Cow, con la sovvenzione del British Arts Council. Il batterista del gruppo Chris Cutler spiegò l'intento dell'iniziativa in un volantino distribuito al pubblico, nel quale fra l'altro si leggeva:
Spirito dell'evento era dunque opporsi alla logica delle case discografiche creando una musica indipendente, lontana da obiettivi commerciali. Sotto lo slogan: five bands the record companies don't want you to hear («Cinque gruppi che le case discografiche non vogliono che ascoltiate»), si esibirono gruppi provenienti da cinque diversi paesi europei:
- Henry Cow (Regno Unito)[3]
- Stormy Six (Italia)[4]
- Samla Mammas Manna (Svezia)[5]
- Univers Zero (Belgio)[6]
- Etron Fou Leloublan (Francia)[7]

Il concerto, pensato in origine come una semplice vetrina per i gruppi in questione, riscosse un discreto successo di critica che indusse organizzatori e partecipanti a proseguire la collaborazione. L'8 dicembre 1978 i cinque gruppi si ritrovarono perciò al Sunrise Studio di Kirchberg per trasformare RIO in un collettivo stabile; gli Henry Cow nel frattempo si erano ufficialmente sciolti ma i loro membri erano tutti presenti all'incontro in veste di cofondatori. Nella stessa sede fu anche discusso e approvato l'allargamento del collettivo ad altri gruppi, da scegliersi in base a tre parametri: qualità della musica (valutata dal collettivo stesso), estraneità alle logiche commerciali e una generica appartenenza al genere rock; si aggiunsero così:
- Art Bears (Inghilterra) composti da Cutler, Fred Frith e Dagmar Krause, tutti ex componenti Henry Cow;[9]
- Art Zoyd III (Francia);[10]
- Aksak Maboul (Belgio).[11]

Cutler aveva intanto fondato a sua volta la Recommended Records (RēR), etichetta discografica dedicata a RIO, che anche dopo la fine del movimento avrebbe proseguito la sua attività di diffusione di musica alternativa indipendente.
La seconda edizione di Rock in Opposition, promossa dagli italiani Stormy Six, si svolse al Teatro dell'Elfo di Milano dal 26 aprile al 1º maggio del 1979 e, tranne i disciolti Henry Cow, vide la partecipazione tutti i gruppi membri, compresi i tre nuovi entrati. Nonostante il successo della manifestazione, proprio a Milano emersero differenze di vedute all'interno del collettivo: Franco Fabbri degli Stormy Six in particolare richiese una maggiore vicinanza ai movimenti politici e l'apertura ad altre forme d'arte come il teatro, le arti visive e la letteratura ma l'istanza non trovò riscontro; di lì a poco, la progressiva marginalizzazione commerciale portò l'esperienza del RIO all'esaurimento e dopo altri due concerti tenuti in Svezia e in Belgio sempre nel 1979, il movimento si dissolse di fatto pur sopravvivendo per lungo tempo il mutuo sostegno fra alcuni degli artisti coinvolti.

### Eredità delRock in Opposition
Tra il 1980 e il 1982, il promoter sloveno Aleks Lenard, già presente all'Elfo di Milano, organizzò a Lubiana tre edizioni di un festival apertamente ispirato all'esperienza del 1978-79 ed egualmente intitolato: Rock in Opposition. Quasi trent'anni dopo – una prima volta nel 2007 e poi regolarmente ogni anno dal 2009 al 2019 – in Francia si tenne il Rock In Opposition Festival cui parteciparono gruppi provenienti da tutto il mondo e talvolta anche membri del RIO originario come Univers Zero, Fred Frith e Art Bears (questi ultimi con l'aggiunta di altri musicisti e sotto il nome di "Art Bears Songbook", a sottolineare che non si trattava propriamente di una reunion). Spezzoni di concerti e interviste raccolte durante la 4ª edizione (2011) comparvero in una serie di documentari sul rock progressivo dal titolo: Romantic Warriors – A Progressive Music Saga, diretti da Adele Schmidt e José Zegarra Holder e pubblicati in DVD tra il 2010 e il 2024. Il 6 ottobre 2019 uno degli organizzatori della suddetta kermesse, Michel Besset, annunciò che la 12ª edizione – tenutasi a maggio di quell'anno – sarebbe stata l'ultima e che quella particolare incarnazione del RIO Festival era pertanto da considerarsi un'esperienza definitivamente conclusa.
Più in generale, la sigla RIO ha continuato negli anni a essere impiegata – senza coinvolgimento diretto di membri del collettivo originario – per identificare artisticamente sia questi ultimi, sia altri gruppi che nel tempo si sono espressamente ispirati a loro, come: Sleepytime Gorilla Museum, 5uu's e Thinking Plague (tutti e tre dagli USA), Guapó (Regno Unito), Miriodor (Canada), Present (Belgio); data l'ampia varietà stilistica di queste formazioni, l'etichetta RIO oggi non sta a indicare tanto un genere musicale specifico, quanto piuttosto una cerchia ideale di musicisti aventi in comune l'indipendenza dalle major discografiche, la tendenza alla sperimentazione e idee politiche generalmente orientate a sinistra.